# Klaus Herding

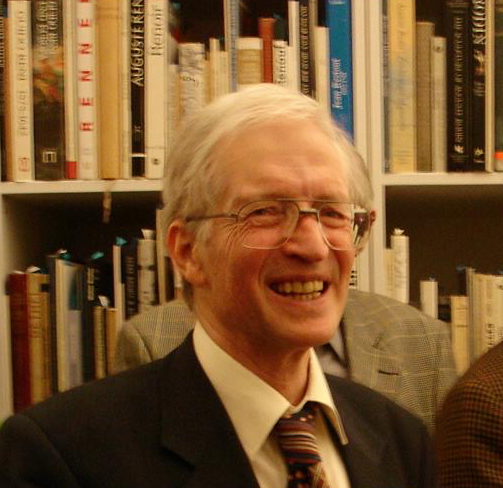
Klaus Herding, 2005

Klaus Herding (* 27. Dezember 1939 in München; † 26. August 2018 in Frankfurt am Main) war ein deutscher Kunsthistoriker sowie Professor für europäische Kunstgeschichte.

## Leben
Klaus Herding war der Sohn des Historikers und Humanismusforschers Otto Herding. Nach dem Abitur auf dem Gymnasium Paulinum in Münster studierte er in Tübingen, München, Lille, Aix-en-Provence, Paris und Münster Kunstgeschichte, Klassische Archäologie und Philosophie. 1968 wurde er an der Westfälischen Wilhelms-Universität in Münster im Fach Kunstgeschichte mit einer Dissertation über Pierre Puget, den Bildhauer König Ludwigs XIV., promoviert. Danach wurde Herding Assistent an der Technischen Universität Berlin und war dort maßgeblich an der „…Überwindung einer formalistischen Kunstgeschichte“ beteiligt. Die Habilitationsschrift verfasste er 1977 in Hamburg über den Kyniker Diogenes von Sinope („Diogenes in der Tonne“) als Symbolfigur der Aufklärung.
Nach einer Stelle als Direktorialassistent an den Staatlichen Museen Stiftung Preußischer Kulturbesitz in Berlin war er Wissenschaftlicher Assistent an der Technischen Universität Berlin (1971–1974). Einer Assistenz-Professur an der Freien Universität Berlin (1974) folgte eine Professur an der Universität Hamburg (1975–1993). Herding vertrat in seiner Hamburger Zeit neben Horst Bredekamp, Martin Warnke und Franz-Joachim Verspohl eine Forschungsrichtung, die sich besonders der Sozialgeschichte der Kunst zuwandte.
Ab 1993 hatte Herding einen Lehrstuhl für europäische Kunstgeschichte am Kunstgeschichtlichen Institut der Universität Frankfurt am Main inne. Herding wurde zum Ende des Wintersemesters 2004/2005 emeritiert.
Ferner war Herding Mitglied in zahlreichen Instituten, Wissenschaftlichen Beiräten und Gesellschaften, so etwa Mitarbeiter in deutschen und internationalen Editorial Boards; er war Begründer und ab 1995 Sprecher des Graduiertenkollegs „Psychische Energien bildender Kunst“; Mitdirektor des Instituts zur Erforschung der frühen Neuzeit in Frankfurt am Main; Vorstandsmitglied der Guernica-Gesellschaft; Mitglied des wissenschaftlichen Beirats des Centre allemand d’histoire de l’art in Paris; Mitglied des wissenschaftlichen Beirats der Wissenschaftlichen Stiftung Bibliothek Werner Oechslin in Einsiedeln; Mitglied des wissenschaftlichen Beirats der Hessischen Kulturstiftung; langjähriges Mitglied des Denkmalrats der Freien und Hansestadt Hamburg und zahlreicher wissenschaftlicher Gesellschaften (u. a.: Deutsche Gesellschaft zur Erforschung des 18. Jahrhunderts (DGEJ), Lichtenberg-Gesellschaft, Société de l’Histoire de l’Art Français). Er hatte Gastprofessuren in Europa und den USA, war Research Fellow am Getty Institute in Los Angeles und 1997/98 Carl Friedrich von Siemens Fellow der Carl Friedrich von Siemens Stiftung in München.
Herding war seit 1980 mit Helga Reichardt-Herding verheiratet und hatte eine Tochter. Er starb im August 2018 im Alter von 78 Jahren nach einem Fahrradunfall im Frankfurter Westend.

## Forschung und Lehre
Das Gebiet seiner Forschung und Lehre bildete die europäische Kunstgeschichte von den Anfängen bis zur Gegenwart, insbesondere Skulptur, Malerei und Graphik sowie die Fotografie. Schwerpunkte waren die Kunst im Zeitalter des Absolutismus; französische Malerei und Graphik des 19. Jahrhunderts, zahlreiche Bücher und Aufsätze zu Kunst und Kunsttheorie, Karikatur, Industrie- und Revolutionsgraphik des 16.–20. Jahrhunderts; einzelne Aspekte der internationalen Avantgarde im 20. Jahrhundert sowie Untersuchungen zur Geschichte der Emotionen. Herding stellte interdisziplinäre Verknüpfungen her zu Philosophie, Literaturwissenschaften, Psychoanalyse. Weiter wirkte Klaus Herding an Filmen über Courbet und Magritte mit.
Anfang November 2023 erschien posthum seine vierbändige Monographie zu Pierre Puget, mit der er das Thema seiner Doktorarbeit wiederaufgriff.

## Ehrungen und Auszeichnungen
Für seine Lehr- und Forschungstätigkeit an der Frankfurter Johann Wolfgang Goethe-Universität wurde Herding 2007 mit dem Hessischen Kulturpreis ausgezeichnet.

## Werke
Insgesamt sind von Klaus Herding etwa 340 Publikationen zur Kunstgeschichte und Kunsttheorie erschienen. Eine umfangreiche Auswahl an Aufsätzen ist auf der Homepage des Kunstgeschichtlichen Instituts in Frankfurt am Main angegeben, und eine komplette Bibliographie ist unter dem Klaus Herding Forum zu finden (siehe Weblinks).
Auswahl der Buchpublikationen:
- Pierre Puget. Das bildnerische Werk. Mann, Berlin 1970, ISBN 3-7861-4041-3 (Teilweise zugleich: Münster, Universität, Dissertation, 1968).
- mit Peter Bloch: Plastik. In: Georg Kauffmann: Die Kunst des 16. Jahrhunderts (= Propyläen Kunstgeschichte. 8). Propyläen, Berlin 1970, S. 232–291.
- mit Hans-Ernst Mittig: Kunst und Alltag im NS-System. Albert Speers Berliner Straßenlaternen. Anabas, Gießen 1975, ISBN 3-87038-039-X.
- als Herausgeber mit Werner Hofmann: Courbet und Deutschland. DuMont, Köln 1978.
- als Herausgeber: Realismus als Widerspruch. Die Wirklichkeit in Courbets Malerei (= Suhrkamp-Taschenbuch. 493). Suhrkamp, Frankfurt am Main 1979, ISBN 3-518-36993-8 (2., verbesserte Auflage.  ebenda 1984).
- als Herausgeber mit Gunter Otto: Karikaturen. „Nervöse Auffangsorgane des inneren und äußeren Lebens“ (= Kunstwissenschaftliche Untersuchungen des Ulmer Vereins, Verband für Kunst- und Kulturwissenschaften. 10) Anabas, Gießen 1980, ISBN 3-87038-073-X.
- als Herausgeber, Kommentator und Übersetzer: Pierre-Joseph Proudhon: Von den Grundlagen und der sozialen Bestimmung der Kunst (= Klassiker der Kunstsoziologie. 3). Spiess, Berlin 1988, ISBN 3-89166-020-0.
- Im Zeichen der Aufklärung. Studien zur Moderne (= Fischer. 3615). Fischer-Taschenbuch-Verlag, Frankfurt am Main 1989, ISBN 3-596-23615-0.
- mit Rolf Reichardt: Die Bildpublizistik der Französischen Revolution. Suhrkamp, Frankfurt am Main 1989, ISBN 3-518-40173-4.
- Courbet. To Venture Independence. Yale University Press, New Haven CT u. a. 1991, ISBN 0-300-03744-9.
- Pablo Picasso. Les Demoiselles d’Avignon. Die Herausforderung der Avantgarde (= Fischer. 10953). Fischer-Taschenbuch-Verlag, Frankfurt am Main 1992, ISBN 3-596-10953-1.
- als Herausgeber: Aufklärung anstelle von Andacht. Kulturwissenschaftliche Dimensionen bildender Kunst. Lang, Frankfurt am Main u. a. 1997, ISBN 3-631-32426-X.
- Freuds Leonardo. Eine Auseinandersetzung mit psychoanalytischen Theorien der Gegenwart (= Carl-Friedrich-von-Siemens-Stiftung. Themen. 68, ISSN 2511-2864). Carl-Friedrich-von-Siemens-Stiftung, München 1998.
- als Herausgeber mit Bernhard Stumpfhaus: Pathos – Affekt – Gefühl. Die Emotionen in den Künsten. de Gruyter, Berlin u. a. 2004, ISBN 3-11-017735-8.
- posthum: Pierre Puget (1620–1694). Hrsg. Geneviève Bresc-Bautier. 4 Bde., Éditions Faton, Paris 2023, ISBN 978-2-87844-319-6.

Begründer und langjähriger Herausgeber der Reihe kunststück (seit 1984, 103 Bände).